# Budynek przy ul. Farnej 1 w Szczecinie
Budynek przy ul. Farnej 1 – budynek biurowy zlokalizowany na narożniku ulicy Farnej i placu Mariackiego na obszarze szczecińskiego Starego Miasta, w dzielnicy Śródmieście. Znany jako miejsce narodzin i wczesnych lat Zofii Fryderyki Augusty von Anhalt-Zerbst, późniejszej carycy Katarzyny II. Jest to jedyny zachowany przedwojenny budynek z dawnej zabudowy ulicy Farnej. Współcześnie mieści jeden z oddziałów Powszechnego Zakładu Ubezpieczeń.

## Opis
Pierwotnie budynek był obiektem pięciokondygnacyjnym z detalem architektonicznym w stylu klasycystycznym. Elewacja od strony ulicy
Farnej była dłuższa, dziewięcioosiowa. Od strony placu Mariackiego fasada liczyła natomiast cztery osie. Poszczególne kondygnacje rozdzielały gzymsy. Parter budynku ozdobiony był boniowaniem. Okna pierwszego i drugiego piętra udekorowane były opaskami i naczółkami. Oprócz tego przestrzeń między gzymsem nad parterem i oknami na pierwszym piętrze wypełniały tonda. Do drugiej i trzeciej osi fasady zwróconej ku placowi Mariackiemu przylegał balkon. Narożnik budynku charakteryzował się zdobieniami w postaci 
płycin z tondami. Ostatnia kondygnacja budynku kryła strych doświetlony niewielkimi okienkami, a jej zwieńczenie stanowił gzyms koronujący. Po powojennej odbudowie budynek stracił wszystkie zdobienia elewacji. W latach 1994–1995 przeprowadzono generalny remont i modernizację budynku. Zyskał on wówczas postmodernistyczną fasadę z detalami nawiązującymi do pierwotnego wyglądu.

## Historia
W XVIII wieku właścicielem budynku przy ulicy Farnej 1 był przewodniczący Izby Handlowej. W tym czasie wydzierżawił on budynek księciu Chrystianowi Augustowi von Anhalt-Zerbst, późniejszemu komendantowi szczecińskiej twierdzy. W 1729 r. w budynku narodziła się córka księcia von Anhalt-Zerbst, Zofia Fryderyka Augusta (późniejsza cesarzowa Katarzyna II Wielka, władająca Imperium Rosyjskim w latach 1762–1796). Mieszkała ona w budynku przez kilka lat, a następnie wraz z rodziną przeniosła się do zachodniego skrzydła Zamku Książąt Pomorskich. W 1889 r. na pamiątkę narodzin carycy na budynku przy ulicy Farnej odsłonięto pamiątkową tablicę w językach rosyjskim i niemieckim. W latach 20. XX wieku budynek mieścił Landratsamt des Kreis Randow, tj. landraturę powiatu Randow. 